# Эстин, Маккензи
Не следует путать с актёром Остином Маккензи.
Маккензи Эстин (англ. Mackenzie Astin, род. 12 мая 1973 года) — американский актёр кино и телевидения. Известность ему принесла роль Энди в телесериале «Факты из жизни».

## Биография
Маккензи Александр Эстин родился 12 мая 1973 года в Лос-Анджелесе, штат Калифорния; сын актрисы Патти Дьюк и актёра Джона Эстина, его единоутробный брат — Шон Эстин тоже актёр, известный благодаря роли Сэмуайза Гэмджи в трилогии «Властелин колец». Маккензи учился в средней школе Ральфа Вальдо Эмерсона и окончил университет в Лос-Анджелесе.

## Карьера
Впервые дебютировал в кино, в фильме «Lois Gibbs and the Love Canal», но зрителям он больше известен по роли Энди в популярном комедийном сериале «Факты из жизни». С тех пор он имел множество ролей в многочисленных телешоу и кинофильмах, таких как: «Я мечтаю о Джинни: 15 лет спустя»; «Харрисон Бержерон» (камео), в котором снимались его сводный брат Шон Эстин; «Уайетт Эрп» с Кевином Костнером в главной роли. Маккензи снимался во многих телесериалах: «За гранью возможного», «Доктор Хаус» и другие. В 2005 году появился в сериале «Остаться в живых», сыграв Тома Бреннана, друга детства Кейт Остин (Эванджелин Лилли) в эпизоде «Born to Run».
Эстин также снимался во многих фильмах, в том числе «Железная воля», в котором он сыграл главную роль вместе с Кевином Спейси; играл Тедди Хортона в фильме «Вечерняя звезда» с Ширли Маклейн в главной роли, и Джимми Стэнуэя в фильме «Последние дни диско». Во время съёмок «Вечерней звезды», Маккензи потерял верхний край правого уха, после автомобильной аварии. Он был вынужден носить протез до конца фильма. Он часто работает с отцом, директором театрального искусства и программы исследований при Университете Джонса Хопкинса в Балтиморе, Мэриленд.
В ноябре 2020 года Эстин получил постоянную роль в третьем сезоне психологического триллера Netflix «Ты».

## Избранная фильмография
| Кино        | Кино                             | Кино                                      | Кино              | Кино         |
| Год         | Русское название                 | Оригинальное название                     | Роль              | Примечание   |
| ----------- | -------------------------------- | ----------------------------------------- | ----------------- | ------------ |
| 1985        | Я мечтаю о Джинни: 15 лет спустя | I Dream of Jeannie: 15 Years Later        | ТиДжей Нельсон    |              |
| 1987        | Малыши из мусорного бачка        | The Garbage Pail Kids Movie               | Доджер            |              |
| 1994        | Железная воля                    | Iron Will                                 | Уилл Стоунман     |              |
| 1994        | Уайетт Эрп                       | Wyatt Earp                                | Францис О`Рук     |              |
| 1995        | Харрисон Бержерон                | Harrison Bergeron                         | чемпион по гольфу | нет в титрах |
| 1996        | Принц из снов                    | Dream for an Insomniac                    | Дэвид Шрайдер     |              |
| 1996        | Вечерняя звезда                  | The Evening Star                          | Тедди Хортон      |              |
| 1998        | Последние дни диско              | The Last Days of Disco                    | Джимми Стэнуэй    |              |
| 1999        | Брачные игры земных обитателей   | The Mating Habits of the Earthbound Human | Билли             |              |
| 2003        | Как быть                         | How to Deal                               | Льюис Уоршер      |              |
| 2007        | Последний сезон                  | The Final Season                          | Чип Долан         |              |
| 2016        | Волшебники                       | The Magicians                             | Ричард            |              |
| Телевидение |                                  |                                           |                   |              |
| Год         | Русское название                 | Оригинальное название                     | Роль              | Примечание   |
| 1985—1988   | Факты из жизни                   | The Facts of Life                         | Энди Моффет       | 65 эпизодов  |
| 2000        | За гранью возможного             | The Outer Limits                          | Патрик Тарлофф    | 1 эпизод     |
| 2005        | Остаться в живых                 | Lost                                      | Том Бреннан       | 1 эпизод     |
| 2006        | Доктор Хаус                      | House, M.D.                               | Алан Алстон       | 1 эпизод     |
| 2007        | Меня зовут Эрл                   | My Name Is Earl                           | Брэндон           | 1 эпизод     |
| 2009        | Ясновидец                        | Psych                                     | Джейсон Каннингем | 1 эпизод     |
| 2012        | Мыслить как преступник           | Criminal Minds                            | Дилан Келер       | 1 эпизод     |